# Peege
Peege is een korte studentenfilm uit 1973, geregisseerd door Randal Kleiser, die later de films Grease en The Blue Lagoon zou maken. De film is gebaseerd op Kleisers grootmoeder, die de bijnaam Peege droeg. De film volgt een gezin waarvan de kinderen iedere week bij hun oma langsgaan en erachter komen dat ze steeds weer verder heen aan het gaan is. De film is in 2007 in het National Film Registry opgenomen ter conservatie.